# Mina de Naica

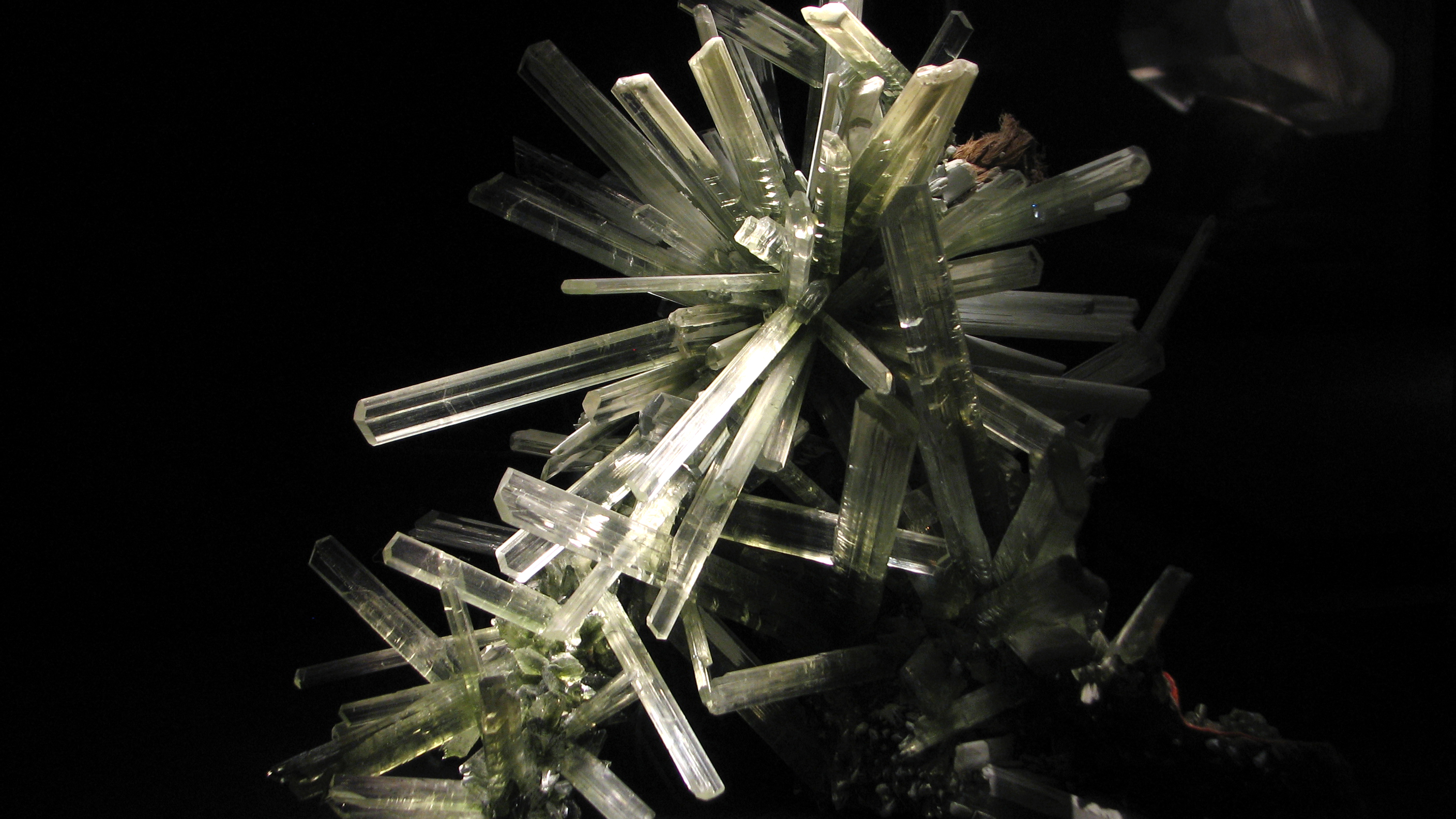
Cristales de Selenita hallados en la mina de Naica. Escala desconocida.

La Mina de Naica es una mina en explotación localizada en la población de Naica, Chihuahua, México, conocida mundialmente por las extraordinarias formaciones de cristales localizadas en su interior. La mina produce plomo y plata y en sus galerías fueron descubiertos enormes cristales de selenita de hasta 15 metros (45 pies), de largo y 2 metros (6.5 pies), de espesor.
Los mineros que descubrieron la cueva fueron los hermanos Eloy y Javier Delgado en abril del año 2000.

## Visitas
Las cámaras que alojan estos cristales, incluida la cueva de los Cristales, no están abiertas al público. No se puede acceder a las cámaras ya que su temperatura es sumamente elevada, misma razón por la que se ha hecho una investigación limitada.

## Contenido

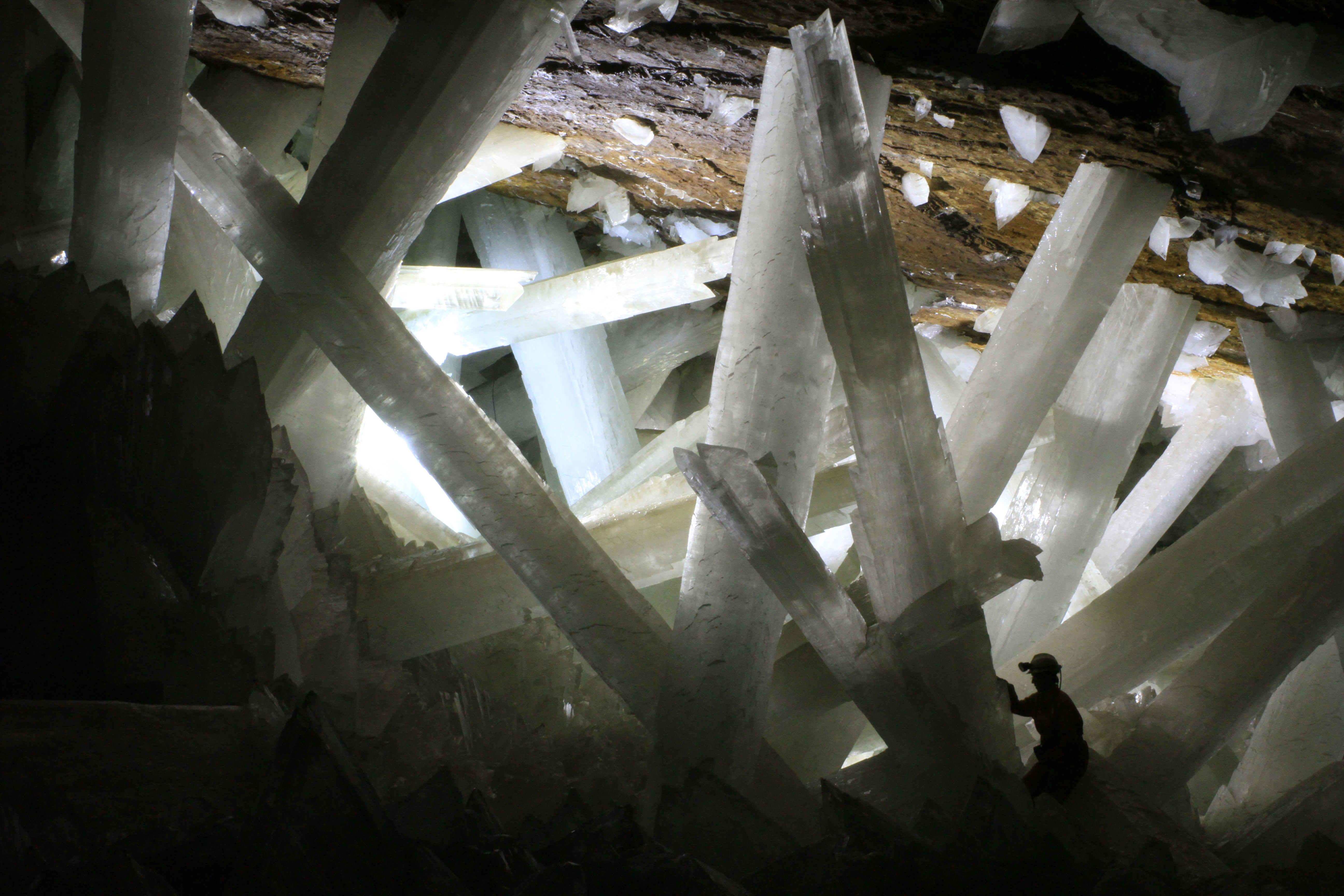
Cristales de yeso de la cueva de Naica. A efectos de escala, nótese la persona en la parte inferior.

En Naica, a 300 metros (984 pies), de profundidad, se encuentran los cristales más grandes descubiertos en el planeta, llegando a medir hasta 13 metros (42 pies), y pesando más de 55 toneladas.
Actualmente, la temperatura registrada es de 45 °C (113 °F), y 80 % de humedad, lo que imposibilita la respiración y así, aumenta el riesgo de quedar inconsciente en menos de 10 minutos. Para esto, los científicos idearon trajes especiales con oxígeno - de esta forma podrían soportar 30 minutos y seguir con las investigaciones.
Después de 10 años de constante investigación, y gracias a los trajes especiales, se determinó que lo mejor sería regresar el agua encontrada anteriormente a la mina; de esta forma, el ciclo de las formaciones continuaría y podrían ser estudiadas de nuevo en el futuro. Incluso la excavación de 600 m (1,968 pies), que ayudaba a enfriar las cuevas donde fueron descubiertas más formaciones en forma de finos hilos y coral, será cubierta.